# Ceratobia ratjadae
Ceratobia ratjadae is een vlinder uit de familie echte motten (Tineidae). De wetenschappelijke naam is voor het eerst geldig gepubliceerd in 1978 door Passerin d'Entreves.
De soort komt voor in Europa.